# George Glueck
George Glueck (* 28. Juni 1950 in Oradea, Siebenbürgen, Rumänien) ist ein Musikproduzent und -manager im Bereich Artists and Repertoire.

## Leben
George Glueck wuchs in Queens, New York City auf. 1975 kam er nach Berlin, stieg in den Meisel-Verlag des Musikverlegers Peter Meisel ein, der 1964 die Hansa Musik Produktion, das erste deutsche Independent-Label nach US-Vorbild, gegründet hatte.
Glueck arbeitete u. a. mit Falco, Trio, Rainbirds, Die Prinzen, Inga und Annette Humpe sowie Rio Reiser zusammen. Weiterhin war er Geschäftsführer der Plattenlabels X-Cell Records und Sing Sing Records. Das Label X-Cell Records, welches Glueck 1998 gründete, gehört heute zur Universal Music Group, nachdem diese Gluecks früheren Joint-Venture-Partner BMG Music Publishing 2007 übernommenen haben.

Unter Vertrag stehen u. a. Sarah Connor, Ich + Ich, Lulu Lewe, Marc Terenzi, H-Blockx, Olli Dittrich und Texas Lightning.
In der 2010 auf RTL und VOX ausgestrahlten Castingshow X Factor war Glueck neben Sarah Connor und Till Brönner Jury-Mitglied.